# 핼버드

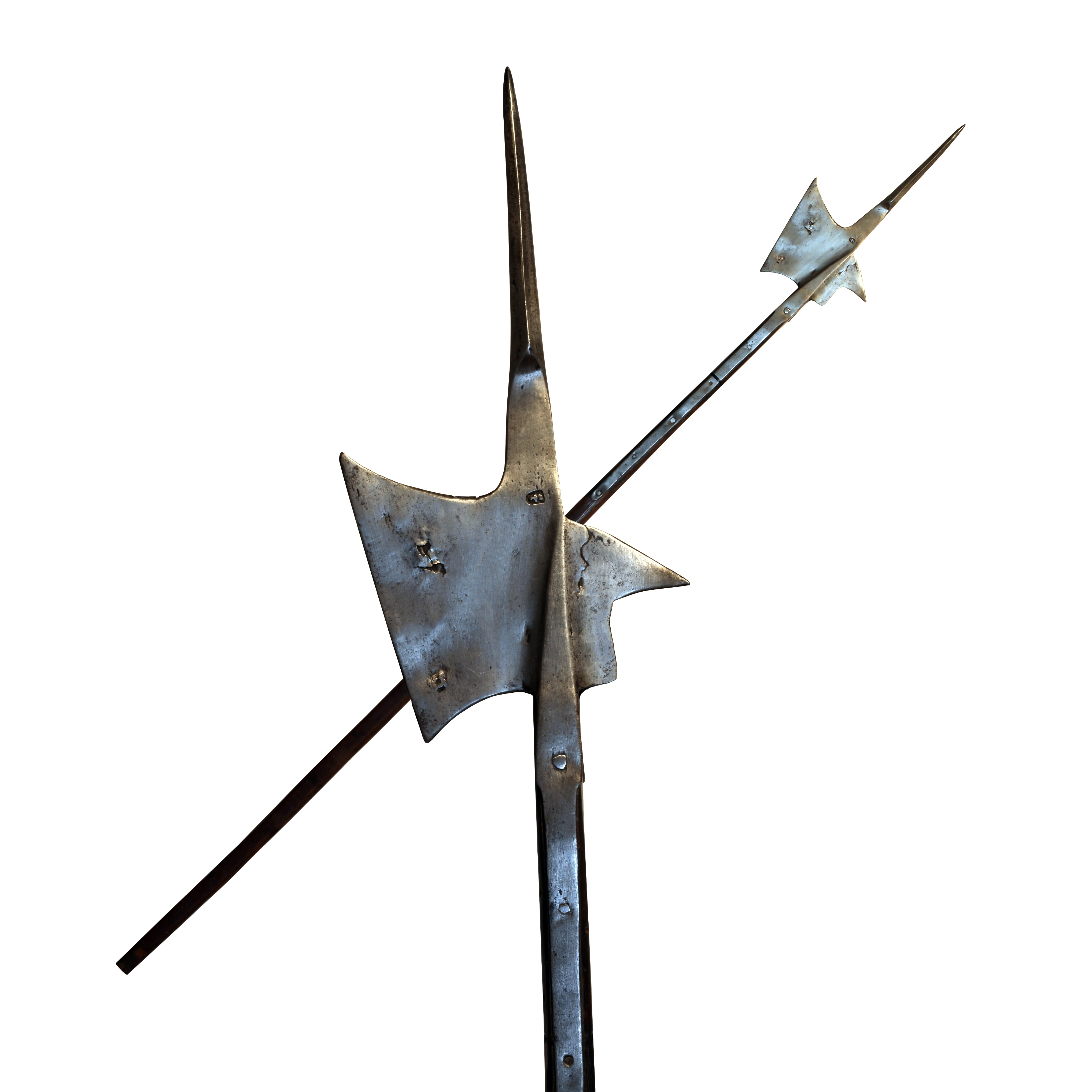
핼버드

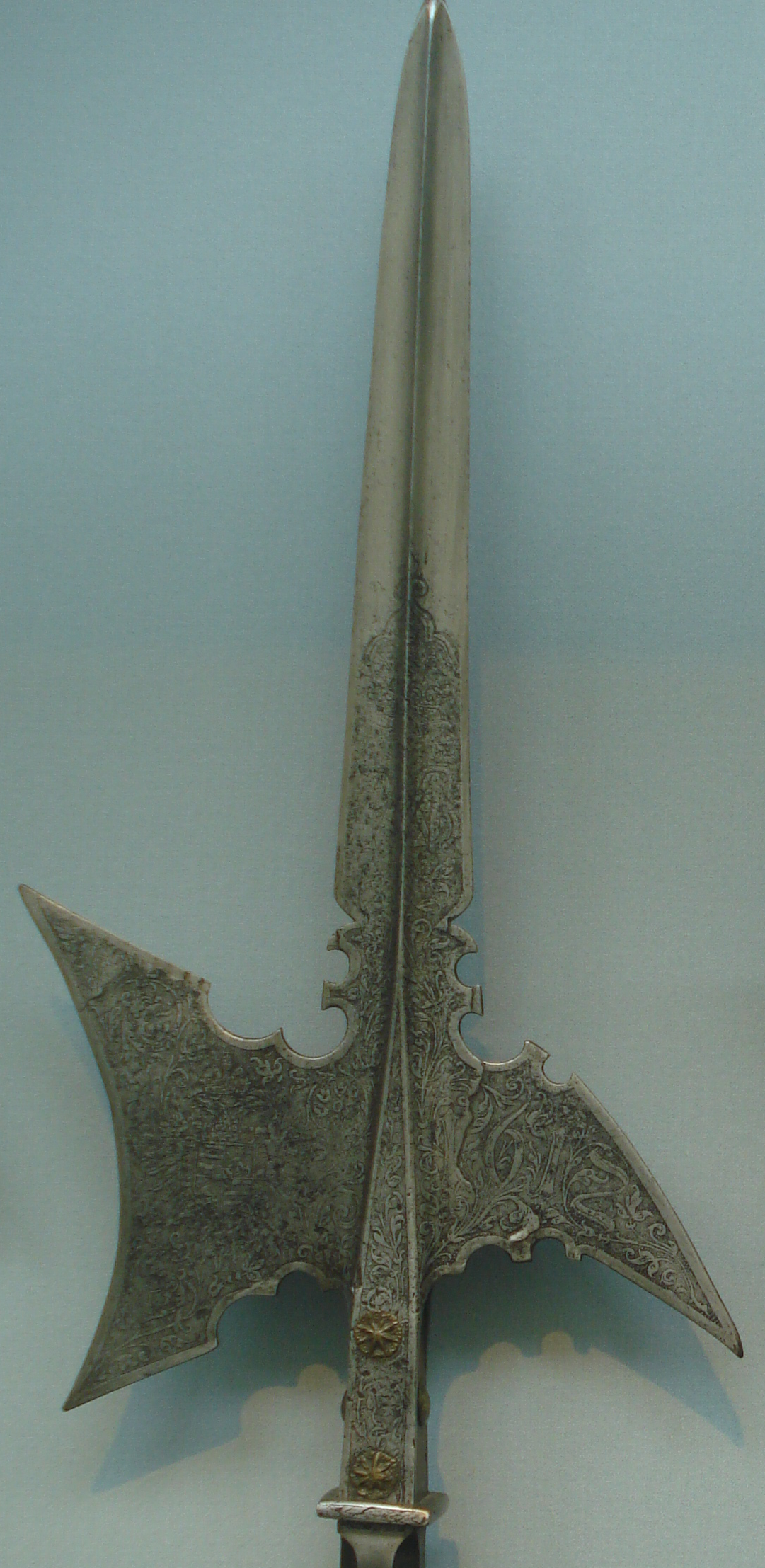
신성 로마 제국의 마티아스 황제가 쓴 핼버드

핼버드(영어: halberd[hǽlbərd]) 또는 핼버트(영어: halbert[hǽlbərt])는 15세기~19세기 유럽에서 주로 사용된 창(槍)의 일종이다. 한국어로는 흔히 미늘창 또는 도끼창이라고 번역한다.

## 명칭
어원은 막대기를 뜻하는 단어인 ‘독일어: Halm’과 도끼를 의미하는 ‘독일어: Barte’의 합성어인 '독일어: Helmbarte'로, 현대 독일어에서는 변형된 철자인 '독일어: Hellebarde /헬르바드/ 또는 /헬리바드/[*]'가 더 많이 쓰인다.
'핼버트(영어: halbert)'를 독일어식으로 읽어 '할베르트'라고 부르는 경우가 있다. 하지만, 미늘창의 독일어인 Hellebarde 또는 Helmbarte 의 발음은 '할베르트'와 다르므로, 잘못된 표현이라 할 수 있다. 프랑스어: Hallebarde에서는 h가 묵음이며, 이탈리아어: Alabarda는 h로 시작하지 않으므로 첫 발음부터 다르다. 할베르트라고 잘못 부르게 된 것은 이치카와 사다하루의 《무기와 방어구 / 서양편》에서 비롯되었다는 견해가 있다.

## 구조와 기능
이 창은 머리 부분에 도끼 모양의 넓은 날이 달려 있고, 그 반대편에는 작은 갈고리 모양의 돌기가 달려 있다.
백병전 무기의 황금기인 르네상스 시대에 가장 인기가 좋았던 무기로 알려졌는데, 그 복잡한 모양 때문에 이것 하나로 베기, 찌르기, 걸기, 갈고리로 때리기라는 네 가지 기능을 발휘할 수 있다. 머리 부분은 30~50 cm 가량이며 이것이 2~3m의 손잡이에 달려 있어 전체길이가 2~3.5m, 무게는 2.5~3.5kg이다.
미늘창은 도끼 부분 때문에 다른 창류 무기와 비교해 위력이 있으며 갑옷을 입은 기병을 상대로 싸우는데 불리했던 창병의 능력을 향상시켰다. 미늘창의 갈고리 부분은 상대방에게 치명상을 입히기 위해 달린 것이다. 도끼 부분은 상대방의 머리 위에서 내려치거나 옆에서 휘두르든지, 또는 상대방의 뒤에서 다리를 절단하거나 말에 탄 적을 떨어뜨리는 등 매우 다양하게 사용할 수 있었다.

## 역사
미늘창의 원조는 6~9세기에 유럽의 전사들이 사용했던 스크래머색스(scramasax)라는 넓은 날의 검을 막대기 끝에 단 것으로, 13세기경 스위스에서 사용되었다. 그리고 시간이 흘러 이 무기는 더욱 강력하게 개량되었고, 15세기 말경에는 세 번째 특징인 갈고리를 달아 미늘창이 되었다.
15~16세기에 걸쳐 보병들은 이 미늘창을 장비로 삼았으며 유럽에서 미늘창 혹은 이와 비슷한 무기를 갖추지 않은 나라가 없을 정도였다. 이 무기가 최종적으로 전쟁터에서 모습이 사라진 것은 다른 백병전 무기와 마찬가지로 머스킷이 발명되었을 때이다. 결국 미늘창은 그 원형이 형성되었던 13세기에서 머스킷에게 자리를 내주는 16세기 말까지 300년에 걸쳐 유럽에서 매우 인기 있는 무기였다.
미늘창은 전성기였던 16세기 중엽부터, 전쟁터에서 모습을 감추게 되는 말엽까지의 50년 사이에 마지막 진화의 때를 맞이했다. 도끼 부분은 전보다 더 커짐과 동시에 무게를 가볍게 하기 위해 면적을 줄여 도끼라기보다 초승달 모양의 낫에 가까워졌다. 창끝은 가늘고 길어졌으며 갈고리 부분에는 아름다운 장식을 했다. 이것은 미늘창이 실전용 위주에서 군대 제식용이나 의식용으로 사용되었기 때문이다. 미늘창은 전쟁터에서 모습을 감춘 후에도 의전용으로 19세기까지 사용되었다.

## 같이 보기
- 극 (무기)